# Круглик (Алчевський район)
Круглик — селище в Україні, у Алчевській міській громаді, Алчевського району Луганської області. Населення становить 52 особи. До 2020 орган місцевого самоврядування — Чорнухинська селищна рада. 
Знаходиться на тимчасово окупованій території України. 

## Історія
8 серпня 2014 року селище було звільнено від окупантів.
7 жовтня 2014 року селище було виключено зі складу Перевальського району і приєднано до Попаснянського району Луганської області.
12 червня 2020 року, відповідно до Розпорядження Кабінету Міністрів України  № 717-р «Про визначення адміністративних центрів та затвердження територій територіальних громад Луганської області», ввійшло до складу Алчевської міської громади.
19 липня 2020 року, в результаті адміністративно-територіальної реформи та ліквідації Попаснянського району, ввійшло до складу Алчевського району.